# 事業用車

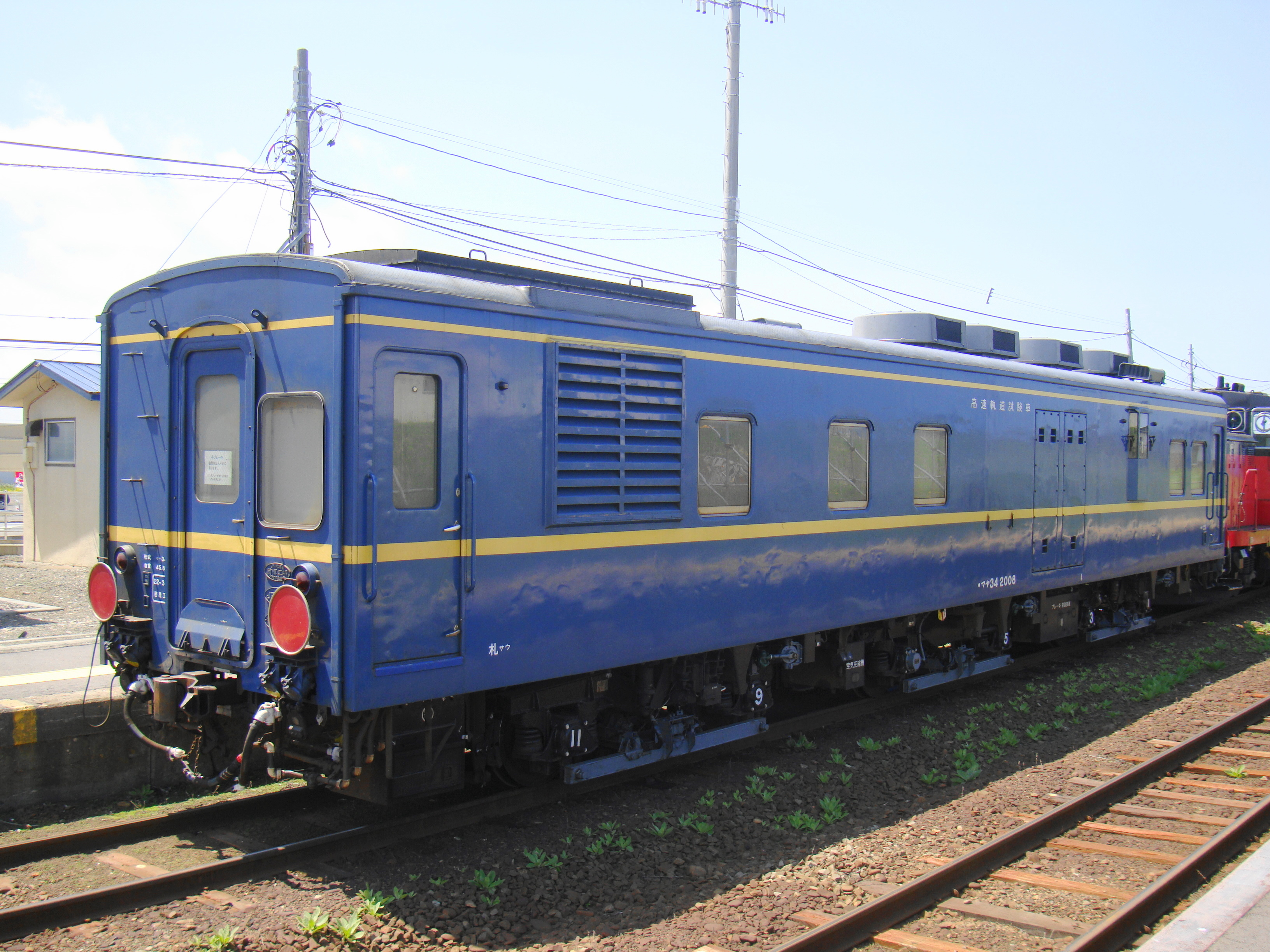
事業用車の一例
試験車（検測車）国鉄マヤ34形客車

事業用車（じぎょうようしゃ）とは、線路の維持管理や乗務員の訓練などのための、営業に供しない鉄道車両の総称である。
なお、荷物車と郵便車はしばしば事業用車と誤解されるが、荷物や郵便も旅客・貨物と同様、輸送契約を結んで運賃を収受して輸送されるものであるので、事業用車ではなく営業用車に分類される。

機関車については、実際には旅客列車や貨物列車の牽引に使用せず、事業用車の牽引にしか使用していなくとも、それを事業用車と呼ぶことは一般にはない。車両基地や貨物駅などで車両の入換に従事するものや保線用のもので、車籍を持たずに機械として扱われる車両（貨車移動機やモーターカーと呼ばれるもの）も鉄道車両としては扱われないため、一般に事業用車とは呼ばれない。
また、古くなった営業車両を事業用車に用途を変更することがあり、その際に改造を受けて外観が変わる場合がある。中には営業用車の形式のまま、事業用車代用として使用されるものもある。

## 事業用車の設備分類
事業用車は、事業用客車と事業用貨車に大きく分けられ、さらに各種の事業用車が存在する。以下に例を示す。

### 事業用客車
職用車は、事業用車両のうち他の車種に分類できないものをまとめた呼称である。この中には牽引車・職員輸送車・電源車などが含まれる。
試験車には2種類の意味があり、車両の開発試験のための車両という意味と、線路や架線などの設備の計測・点検用の車両という意味がある。前者は試作車、後者は検測車とも呼ばれる。検測車の一部として建築限界測定車がある。
職員向けの車両として、鉄道技術の教育を行うための教習車や健康診断を行う保健車がある。
救援車は、事故や災害の際に復旧資材を積んで現地に派遣される車両である。
配給車は、鉄道事業者が内部で使用する物品を輸送するための車両である。
暖房車は、蒸気暖房を使う列車において蒸気発生装置のない機関車を使用したときに、代わりに暖房用蒸気を供給するための車両である。
ここで示した事業用車の中には、電車（新幹線電車を含む）や気動車の分類になる事業用車も存在する。たとえば牽引車は車両の性質上動力が必要であり、国鉄で使用されたものはすべて電車である。

### 事業用貨車
車掌車は、貨物列車に連結されて車掌が乗務するための車両である。当初は、列車全体に一斉にブレーキを掛けられる貫通ブレーキが存在していなかったため、列車内のところどころにブレーキを装備した車両を連結し、制動手がこの車両に乗り込んで必要なときにブレーキを操作していた。こうしたブレーキを掛ける設備を備えた車両を緩急車という。緩急車は旅客・貨物を問わず用いられ、客車や貨車のうちブレーキ設備を備えたものが緩急車であった。有蓋車や無蓋車など、他の貨車の一部にブレーキ扱いの設備を取り付けたものは、それぞれ有蓋緩急車、無蓋緩急車と呼ばれていた。その後、貫通ブレーキが普及するにしたがってブレーキ取り扱いの役割は薄れ、車掌が乗務する車両という意味に変わっていった。そして、車掌が乗務するだけで他の貨物を積載することができない車両を区別して車掌車と呼称するようになった。したがって、有蓋緩急車や無蓋緩急車、客車のうち緩急設備を備えた車両は、旅客や貨物を載せることができるため営業用車に含まれるが、車掌車に関しては事業用車となる。列車無線や列車防護無線装置が開発されると、多くの国で車掌車の連結は廃止となった。
雪かき車は、降雪地域において線路上の除雪を行う車両である。ラッセル車、ロータリー車など各種の雪かき車がある。かつては動力を持たない独立した雪かき車を機関車で推進・牽引して除雪作業を行っていたが、後に機関車自体に除雪装置を取り付けるようになっていった。機関車に装置を取り付けた場合には独立した車種には分類されない。さらに保線用のモーターカーなどに除雪装置を取り付ける場合もあり、鉄道車両によらない除雪手段も用いられている。
検重車は、鉄道車両の重量を測定するための「はかり」を較正するための車両である。日本国有鉄道（国鉄）では当初衡重車と呼ばれていたがコンテナ車に「コ」の記号を譲るため検重車に改められた。空車の貨車の重量をはかりで計測し、続いて貨物を積み込んでから再度計測することで、搭載した貨物の量を測ってそれに基づいて荷主に運賃や料金を請求するといったことが行われるため、貨車の重量を計測できるはかりが貨物駅や操車場などに備えられている。線路の重量制限を満たしていることを確認する目的にも用いられる。このはかりが正しいことを確認するために、クレーンや錘を備えていて較正作業を行うのが検重車である。
操重車は、クレーンを搭載した鉄道車両である。保線作業や建設工事に用いたり、事故発生時の復旧作業に用いたりする。道路網が発達し、外部から機動力のある自動車のクレーンで乗り入れられるようになったため、日本では保線用機械を除き全廃された。
控車と呼ばれる車両には複数の使用目的がある。1つは、作業員の休憩スペースを備えており、操車場などにおいて必要な場所に移動させて使う車両である。もう1つは、様々な目的で他の車両と車両の間に挟みこんで連結する車両である。後者については、鉄道連絡船に貨車を積み込む際に重い機関車がのると船がその分沈み込み、可動橋と船体接続部の傾斜が急激に変化して危険が生じるので、それを防ぐために貨車と機関車の間のスペースを空ける目的で使われたり、操重車に積まれているクレーンのジブが他の車両に抵触しないようにスペースを空ける目的で使われたり、連結器の種類が異なる車両同士を連結するためのアダプターとして使われたりする。なお可動橋自体は機関車の重量に十分耐えられるように設計されており、強度不足のために控車を使用するわけではない（北海道で使用された国鉄最大級のC62形蒸気機関車（約145トン）も全て青函連絡船によって運ばれている）。